# Umasvati
Umaswati, também conhecido como Umaswami, era um estudioso indiano jainista do primeiro milênio d.C., possivelmente do segundo século, e tendo como discípulo principal Acharya Kundakunda. Umaswati é autor do texto jain Tattvartha Sutra (literalmente "Tudo Que É", também chamado Tattvarthadhigama Sutra). O trabalho de Umaswati foi o primeiro texto de filosofia Jain em sânscrito, e é o mais antigo texto existente abrangente de filosofia Jain aceito como tal por todas as quatro tradições Jain. Seu texto tem a mesma importância no jainismo que o Vedanta Sutras e Yogasutras tem no Hinduísmo.
Umaswati é reivindicado como próprio por ambas as seitas do jainismo, Digambara e Śvētāmbara. Com base na sua genealogia, também foi chamado Nagaravachka. Umaswati foi influente não só no jainismo, mas também outras tradições indianas ao longo dos séculos. Do 13° a 14° século. Madhvacharya, fundador da escola Dvaita Vedanta de filosofia hindu, por exemplo, refere-se a Umaswati em suas obras como Umasvati-Vachakacharya.